# Anisoplia turcomana
Anisoplia turcomana är en skalbaggsart som beskrevs av Zaitzev 1917. Anisoplia turcomana ingår i släktet Anisoplia och familjen Rutelidae. Inga underarter finns listade i Catalogue of Life.